# Зірка української журналістики
Зі́рка украї́нської журналі́стики — відзнака Національної спілки журналістів України. 

## Історія відзнаки
Відзнаку засновано рішенням правління НСЖУ 2004 року з нагоди 45-річчя цієї творчої спілки. Вручалася впродовж декількох років. З нагоди 50-річчя НСЖУ було виготовлено відзнаку «Золота медаль української журналістики». 
Рішення про нагородження відзнакою «Зірка української журналістики» за творчі здобутки професійних працівників друкованих періодичних видань, телебачення, радіомовлення ухвалював секретаріат НСЖУ на основі подань Кримської республіканської, Київської, обласних організацій НСЖУ. До подань додавалися, крім характеристики, 15—20 робіт із творчого доробку претендента, які засвідчують його високий професіоналізм, активну громадянську позицію.